# Португалска рапсодия
„Португалска рапсодия“ (на португалски: Rapsódia Portuguesa) е португалски документален филм от 1959 година на режисьора Жоао Мендеш.

## В ролите
- Педро Моутиньо като разказвача

## Номинации
- Номинация за Златна палма за най-добър филм от Международния кинофестивал в Кан, Франция през 1959 година.[1]